# Polnische Badmintonmeisterschaft 2021
Die Polnische Badmintonmeisterschaft 2021 fand vom 15. bis zum 18. Juni 2021 in Białystok statt. Es war die 57. Austragung der Titelkämpfe.

## Medaillengewinner
| Disziplin    | Gold                                                      | Silber                               | Bronze                                     |
| ------------ | --------------------------------------------------------- | ------------------------------------ | ------------------------------------------ |
| Herreneinzel | Michał Rogalski (UKS Hubal Białystok)                     | Krzysztof Jakowczuk                  | Mateusz Świerczyński                       |
| Herreneinzel | Michał Rogalski (UKS Hubal Białystok)                     | Krzysztof Jakowczuk                  | Dominik Kwinta                             |
| Dameneinzel  | Zuzanna Jankowska                                         | Kamila Augustyn                      | Anastasiya Khomich                         |
| Dameneinzel  | Zuzanna Jankowska                                         | Kamila Augustyn                      | Wiktoria Dąbczyńska                        |
| Herrendoppel | Przemysław Wacha (AZSUM Łódź) Michał Łogosz (SKB Suwałki) | Miłosz Bochat Adam Cwalina           | Robert Cybulski Przemysław Szydłowski      |
| Herrendoppel | Przemysław Wacha (AZSUM Łódź) Michał Łogosz (SKB Suwałki) | Miłosz Bochat Adam Cwalina           | Maciej Matusz Wiktor Trecki                |
| Damendoppel  | Wiktoria Adamek Kornelia Marczak                          | Paulina Hankiewicz Dominika Kwaśnik  | Aneta Skwarczyło Agnieszka Wojtkowska      |
| Damendoppel  | Wiktoria Adamek Kornelia Marczak                          | Paulina Hankiewicz Dominika Kwaśnik  | Kamila Augustyn Aleksandra Goszczyńska     |
| Mixed        | Paweł Śmiłowski Wiktoria Adamek                           | Miłosz Bochat Magdalena Świerczyńska | Przemysław Szydłowski Agnieszka Wojtkowska |
| Mixed        | Paweł Śmiłowski Wiktoria Adamek                           | Miłosz Bochat Magdalena Świerczyńska | Wiktor Trecki Paulina Hankiewicz           |